# Challenger Salinas 2011
Il Challenger Salinas 2011 è stato un torneo professionistico di tennis maschile giocato sulla terra rossa. È stata la 16ª edizione del torneo, che fa parte dell'ATP Challenger Tour nell'ambito dell'ATP Challenger Tour 2011. Si è giocato a Salinas in Ecuador dal 28 febbraio al 6 marzo 2011.

## Partecipanti

### Teste di serie
| Giocatore | Nazionalità            | Ranking* | Testa di serie |
| --------- | ---------------------- | -------- | -------------- |
| Argentina | Brian Dabul            | 89       | 1              |
| Argentina | Horacio Zeballos       | 101      | 2              |
| Brasile   | João Souza             | 125      | 3              |
| Francia   | Éric Prodon            | 133      | 4              |
| Argentina | Federico Delbonis      | 143      | 5              |
| Argentina | Diego Junqueira        | 156      | 5              |
| Brasile   | Rogério Dutra da Silva | 165      | 7              |
| Croazia   | Franko Škugor          | 182      | 8              |

- Ranking al 21 febbraio 2011.

### Altri partecipanti
Giocatori che hanno ricevuto una wild card:
- Arturo Altamirano
- Marcelo Demoliner
- Eric Nunez
- Matías Sborowitz

Giocatori passati dalle qualificazioni:
- Júlio César Campozano
- Louk Sorensen
- Stefano Travaglia
- Diego Schwartzman

## Campioni

### Singolare
Andrés Molteni ha battuto in finale  Horacio Zeballos con il punteggio di 7–5, 7–6(4)

### Doppio
Facundo Bagnis /  Federico Delbonis hanno battuto in finale  Rogério Dutra da Silva /  João Souza con il punteggio di 6–2, 6–1